# 三田線 (都營地鐵)
三田線（日语：／ Mita sen */?）是一條連結東京都品川區目黑站和板橋區西高島平站、由東京都交通局營運的鐵路線（都營地鐵）。《鐵道要覽》記載為「6號線三田線」。通車當初稱為「都營6號線」（後述）。基本上多被稱為「都營三田線」。
路線名的由來為名稱制定時的終點站三田。車體、路線圖與轉乘資訊使用的路線顏色藍色，路線記號為I。

## 路線資料
- 路線距離（營業距離）：26.5公里
  - 目黑－白金高輪段2.3公里（第二種鐵道事業者）、白金高輪－西高島平段24.2公里
- 軌距：1067毫米
- 站數：27個（包括起終點站）
- 複線路段：全線
- 電氣化路段：全線（直流1500V高架電纜）
- 地面路段：志村坂上－西高島平段
- 閉塞方式：車內信號閉塞式
- 保安裝置：CS-ATC
- 列車無線（日语：列車無線）方式：空間波無線（SR）方式
  - 通過同軸電纜（LCX）使用。
- 最高運行速度：白金高輪－西高島平段75公里/小時，目黑－白金高輪段80公里/小時
- 表定速度（日语：表定速度）：30.4公里/小時
- 全線所要時間：北行 52分20秒、南行 52分15秒
- 車輛基地：志村車輛檢修場（日语：志村車両検修場）

## 歷史
- 1962年（昭和37年）6月8日：都市交通審議會答申第6號（日语：都市交通審議会答申第6号）決定建設。
- 1964年（昭和39年）
  - 3月31日：帝都高速度交通營團申請將擁有的巢鴨－大手町間的地方鐵道敷設免許讓渡予東京都。
  - 4月10日：東京都申請泉岳寺－大手町間與巢鴨－志村（現·高島平）間的地方鐵道敷設。
  - 12月18日：獲得3月與4月申請的敷設免許，並許可免許讓渡，東京都志村（現·高島平）－三田（－泉岳寺）間的地方鐵道敷設免許交付。
- 1965年（昭和40年）12月11日：都營6號線建設工程開始。
- 1968年（昭和43年）12月27日：都營6號線巢鴨－志村（現·高島平）間（10.4公里）開業。開始以6000型（日语：東京都交通局6000形電車 (鉄道)）電車4節編組營業運行。當時該電車的帶色是紅色。
- 1969年（昭和44年）8月1日：志村站改稱高島平站。
- 1970年（昭和45年）7月：引入路線顏色（日语：日本の鉄道ラインカラー一覧）（該線是藍色）。此後6000型電車的帶色由紅色改為藍色。
- 1972年（昭和47年）
  - 6月30日：日比谷－巢鴨間（7.3公里）開業，增至6節編組。
  - 8月29日：東京都申請東武鐵道所擁有的和光市－高島平間的地方鐵道敷設免許，當中三園町（現·西高島平）－高島平間讓渡免許。
- 1973年（昭和48年）
  - 4月28日：三園町－高島平間的地方鐵道敷設免許讓渡。
  - 11月27日：三田－日比谷間（3.3公里）開業。
  - 12月31日：由於勞資糾紛，都營地下鐵的大晦日至元日停止通宵運行（日语：終夜運転）。
- 1976年（昭和51年）5月6日：高島平－西高島平間（1.5公里）開業。
- 1978年（昭和53年）7月1日：改稱都營三田線。
- 1985年（昭和60年）7月11日：根據運輸政策審議會答申第7號（日语：運輸政策審議会答申第7号），都營6號線確定延長至目黑。
- 1986年（昭和61年）12月31日：三田線恢復大晦日－元日通宵運行。
- 1988年（昭和63年）8月18日：帝都高速度交通營團與「關於營團7號線目黑－清正公前鐵道線路使用都6號線的基本事項備忘錄」[3]。
- 1989年（平成元年）
  - 3月30日：東京都申請三田－清正公前（現·白金高輪）間的第1種鐵道事業免許與清正公前－目黑間的第2種鐵道事業免許[4]。
  - 5月24日：3月30日申請的鐵道事業免許交付東京都。[4]同時泉岳寺－三田間的第1種鐵道事業免許廢除。
- 1992年（平成4年）7月17日：三田－清正公前間的建設工程開工。
- 1993年（平成5年）6月23日：6300型電車開始營業運行。
- 1994年（平成6年）11月1日：全線引入AM廣播服務[5]。
- 1999年（平成11年）
  - 1月29日：白金高輪站至三田站進行三田盾（隧道鑽挖機）貫通。
  - 8月：開始設置月台閘門。
  - 11月28日：6000型電車結束營業運行，翌日29日起只以6300型電車運行[6]。
  - 12月3日：信號保安設備由T形ATS改為CS-ATC，列車無線（日语：列車無線）由誘導無線（日语：誘導無線）改為空間波無線。同時更改車站自動廣播。同日起水道橋站的緊急渡線停用（後來拆去）。
- 2000年（平成12年）
  - 4月20日：正式名稱由都營三田線改為三田線。
  - 8月10日：所有車站設置月台閘門完畢。全線開始ATO運行。
  - 9月22日：直通運行準備的時刻表改正。同日起東急電鐵所屬車輛開始用於三田線。三田線內的三田－目黑間視為不營業。
  - 9月26日：三田－目黑間（4.0公里）開業（全線開業）[7]。開始與東急目黑線互相直通運行[7]。同時開始一人控制。
- 2004年（平成16年）12月23日：以臨時列車，使用6300型電車的「港未來號」途經東急東橫線直通港未來線元町·中華街站運行。以後直至2009年7月，節假日與暑假期間斷續地運行。
- 2006年（平成18年）9月25日：東急目黑線開始急行列車運行。目黑線直通的急行列車在三田線內各站停車。
- 2008年（平成20年）6月22日：伴隨東急目黑線武藏小杉－日吉間延伸開業，互相直通運行延長至日吉。
- 2013年（平成25年）2月2日：更改車站自動廣播。
- 2015年（平成27年）3月12日：更新白金台站、白金高輪站的發車音樂[8]。管轄兩站的東京地下鐵已經在南北線完成更改發車音樂。
- 2022年（令和4年）5月14日：啟用6500型電聯車[9][10]。部分電車使用8車廂編組[10]。
- 2023年（令和5年）3月18日：預計開始和相鐵·東急直通線開始直通運行。

## 運行
此線於目黑站起直通運行至東急目黑線的日吉站。以白金高輪站為起終點的列車大部分都可在該站轉乘與埼玉高速鐵道線、南北線目黑方向到發的列車。繁忙時間也有在高島平站始發終到的列車（出入庫列車）。2017年3月25日時刻表改正前在御成門站折返。
設有ATO，基本上使用ATO自動運行。
2004年12月23日起至2009年為止，臨時列車「港未來號」以6300型列車來往高島平站－橫濱高速鐵道港未來線元町·中華街站間。除末期外的假日季節設定1至2個月開1次。此列車採用特製方向幕。在三田線內各站停車。
除夕日的通宵運行自開業起至1972年與1986年以後實行。2000年以後此時只限運行以目黑站到發的列車。2014年起為應付距離東京巨蛋舉辦演唱會，最近的水道橋站於一部分時段增開通宵運行列車以後，也設定了新板橋站到發（只限2014年度）與只限1班來回在三田站到發的列車（2014年度開始。2014年度只在新板橋站到發，2015年度在高島平站到發。2016年度、2017年度設定為南行西高島平站開，北行到高島平站。也有與目黑站到發列車同樣只限通宵運行的設定，使用芝公園站南方的緊急渡線轉線）。然而2016年度起縮減通宵運行班次，至此基本上每30分鐘1班（1小時當中，三田站到發列車進入時除外），凌晨2時至4時之間減班至每1小時1班。
除通宵運行以外，8月舉行的板橋煙火大會至2010年頃為止都會臨時運行至巢鴨站到發，後來巢鴨站到發延長至御成門站到發而消解。然而往御成門也只限此時限才運行列車。
2006年9月25日起東急目黑線直通列車的一部分開始作為東急線內的急行列車運行。東急線路段開始急行運転行後，三田線內所有列車都以各站停車運行。三田線內的6300型除往日吉方向顯示類別為急行外，一部分編組也顯示各站停車類別。
日間每30分鐘1個循環，三田線內（西高島平站－白金高輪站間）每6分鐘1班。30分鐘內在東急線日吉站到發有3班（當中1班在東急線內急行），白金高輪站到發有2班。當中東急線內急行運行列車不能在白金高輪站轉乘南北線、埼玉高速線內到發的列車。
至2008年6月22日時刻表改正為止，日間以西高島平－白金高輪間與西高島平－武藏小杉間交替運行。
2016年10月21日時刻表改正，平日高島平－御成門間增開1班來回。至此，2008年6月22日時刻表改正消滅的通常時刻表上在御成門站到發的定期列車復活，2017年3月25日時刻表改正後因東急目黑線直通列車改變再度消滅。不過，御成門站到發列車本身也在前述的板橋煙火大會舉辦時設定臨時列車。

## 使用車輛

### 自身車輛

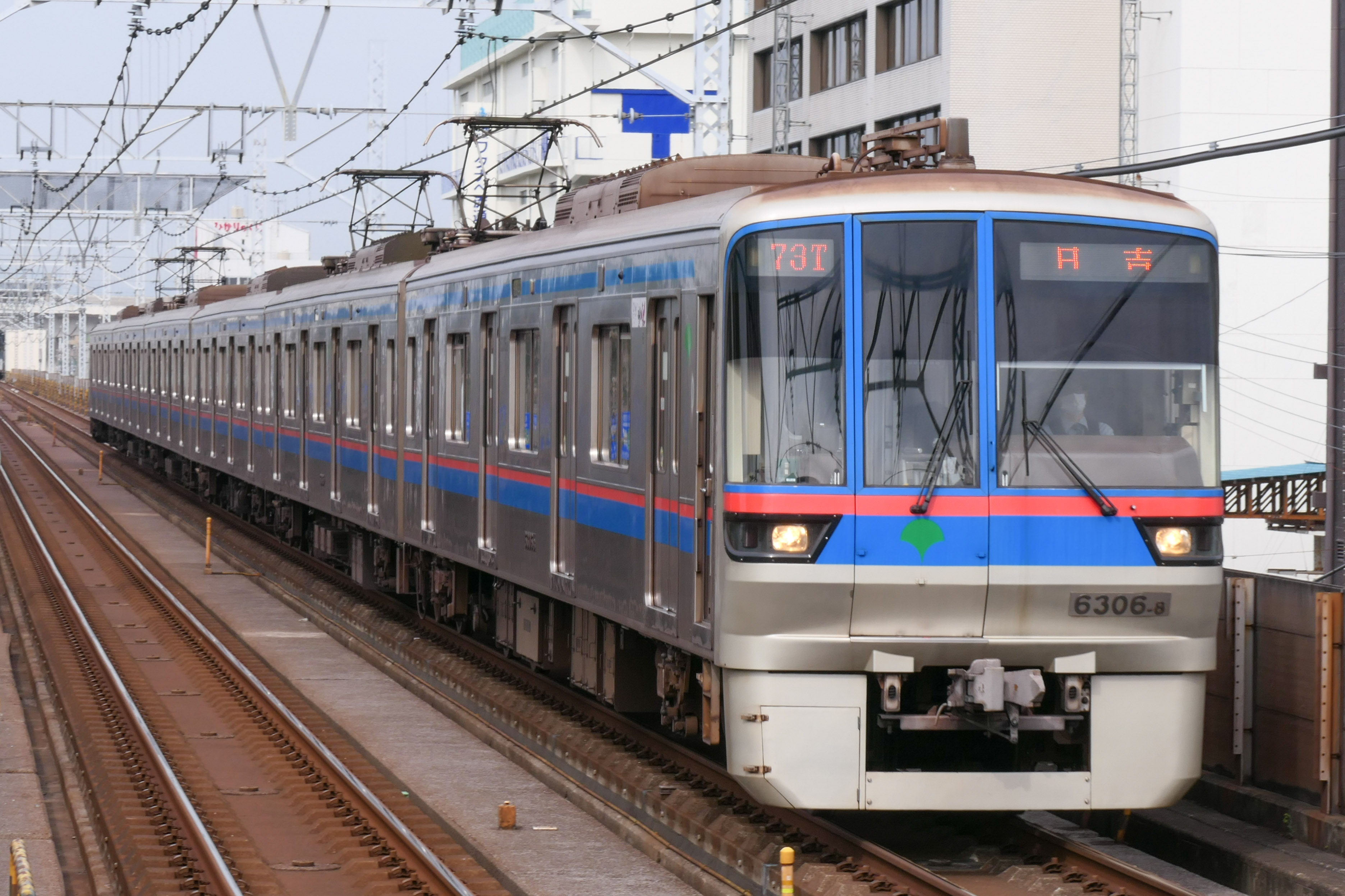
6300型

- 6300型

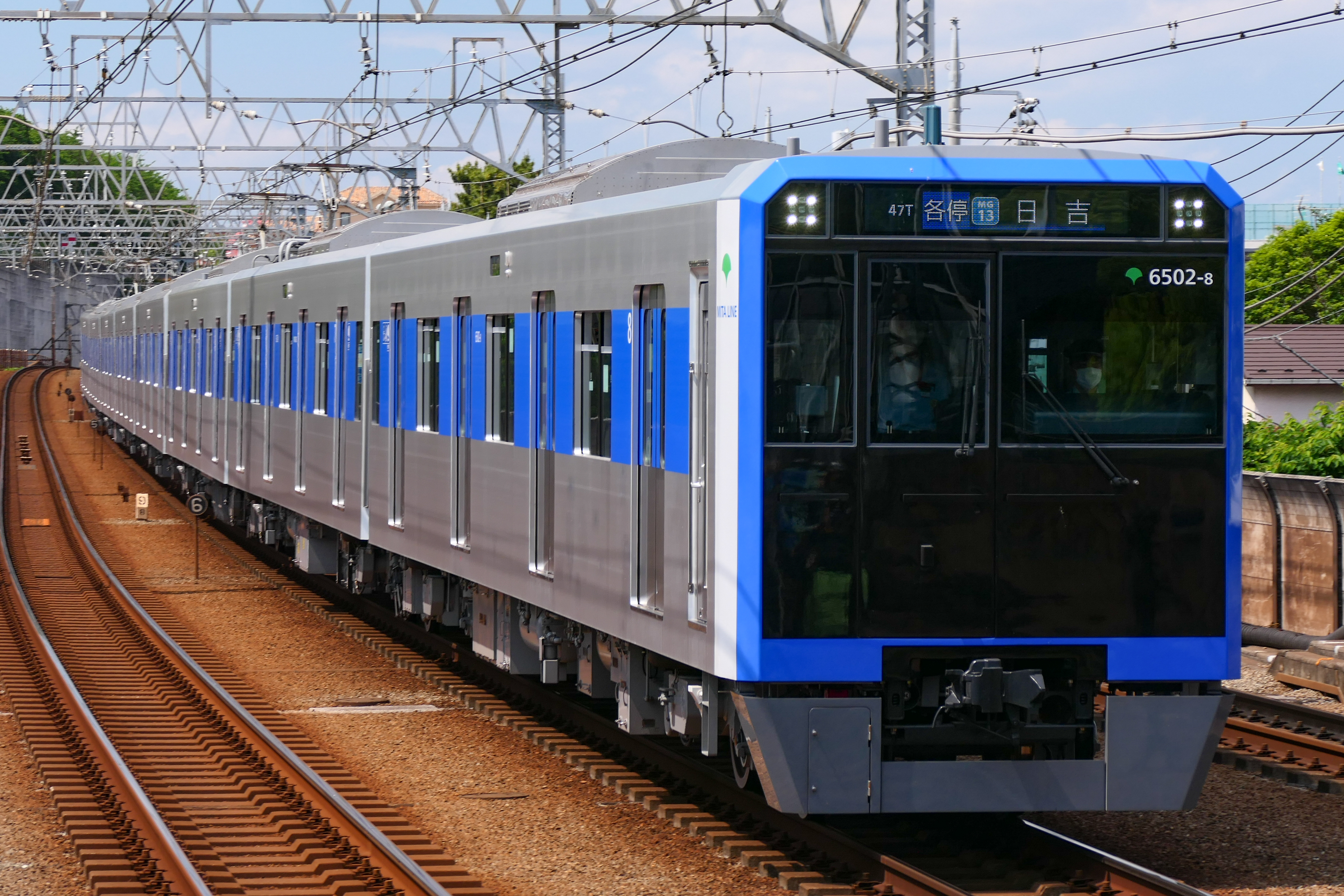
6500型

- 6500型

#### 過去使用車輛
- 6000型（日语：東京都交通局6000形電車 (鉄道)）
- 10-000型（試作車）
10-000型試作車本來用於先行於1971年落成開業的都營新宿線，試運行時也兼用於三田線。由於三田線與新宿線的軌距差異，與6000型同樣安裝了1,067毫米轉向架，並在新宿線採用搭載ATO裝置等試驗新技術的列車。詳情參見「東京都交通局10-000型電力動車組#試作車」。

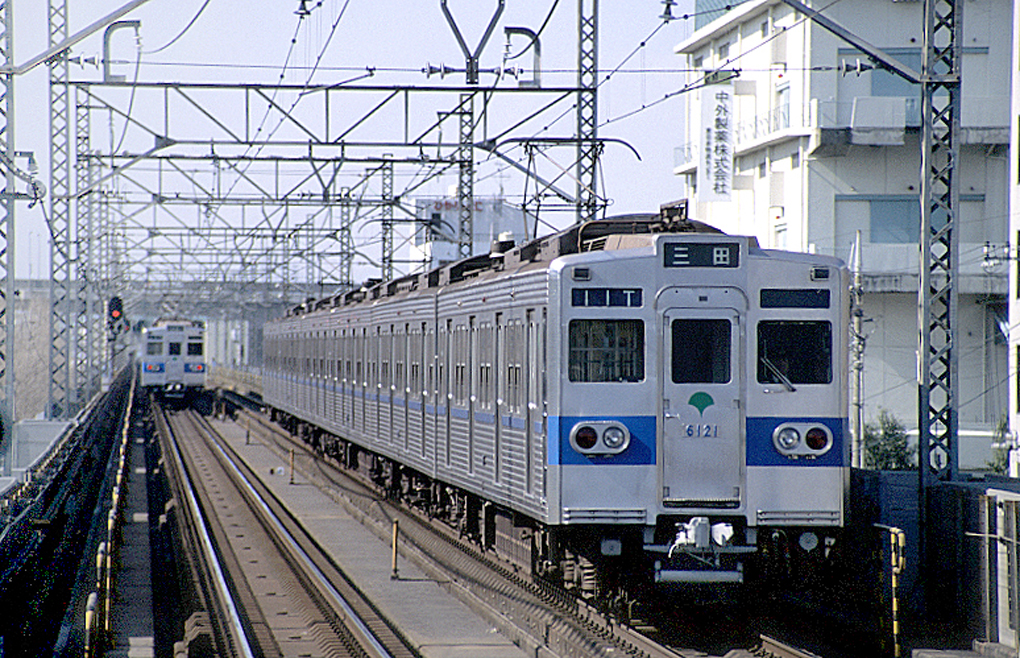
6000型 新高島平站
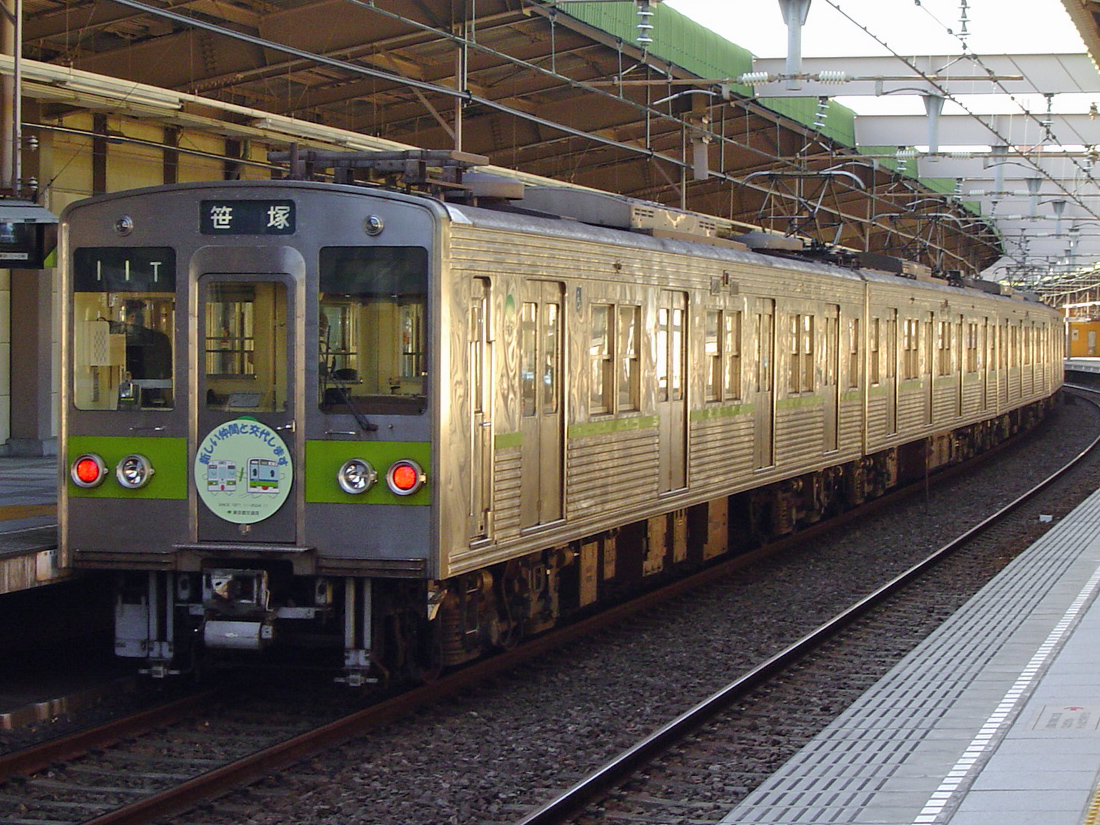
10-000型（試作車） 圖片為轉屬新宿線後在東大島站停靠

#### 預定引入車輛
- 6500型：預定在2021年度引入9編組[12][13]。此外2018年度預定採購與6300型1、2次車同樣編組數的13編組[14]。

### 直通車輛
東急電鐵

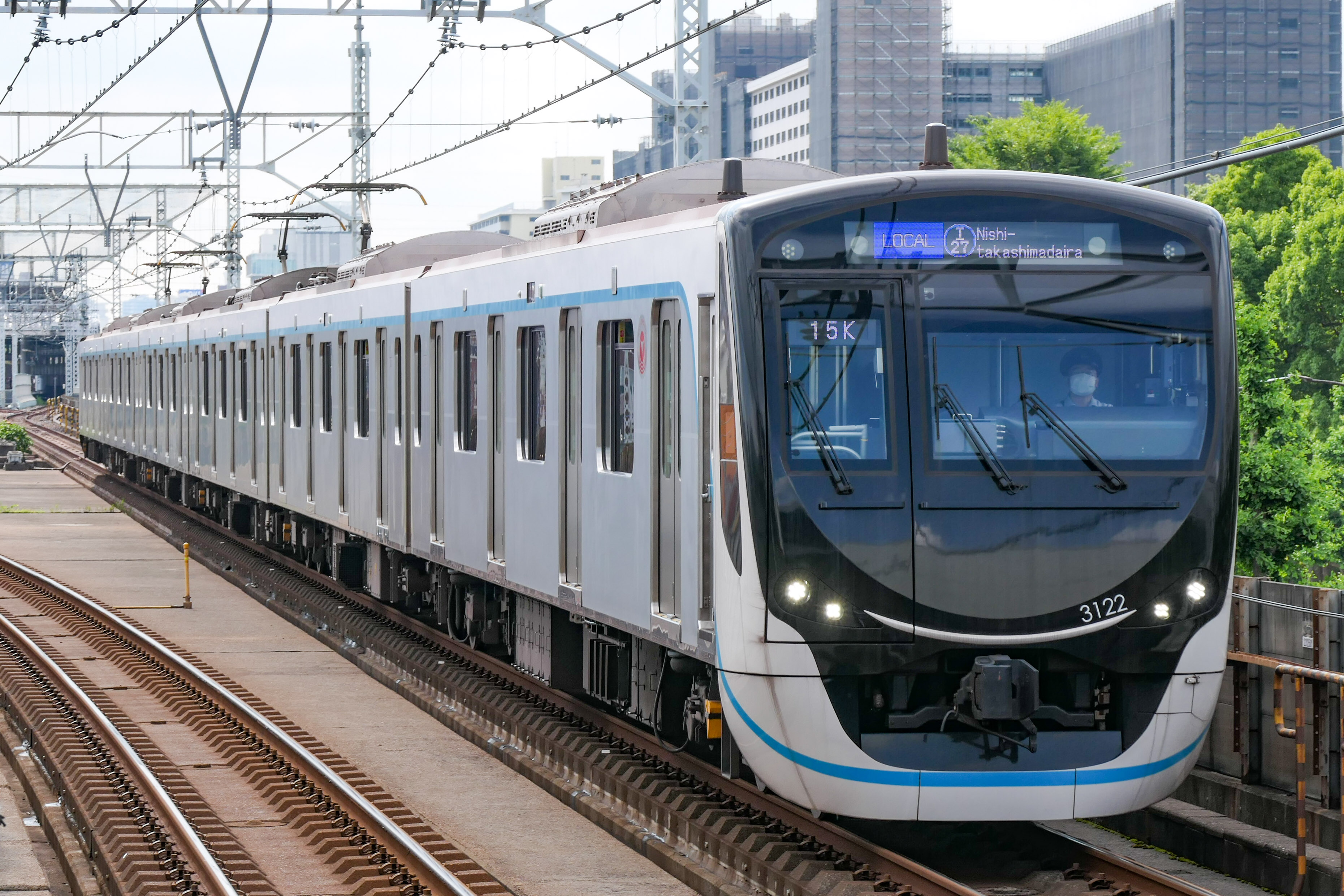
3020系
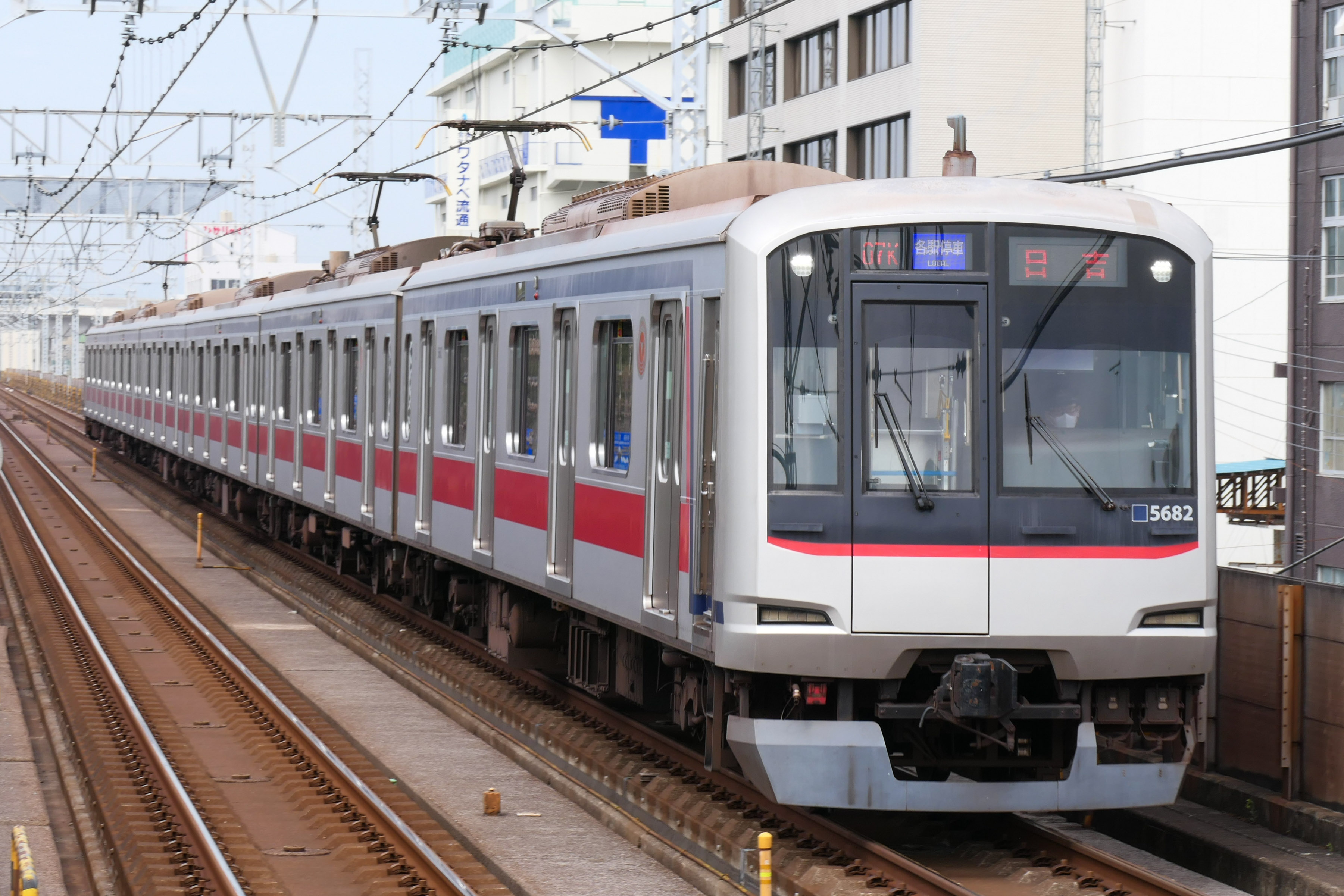
5080系
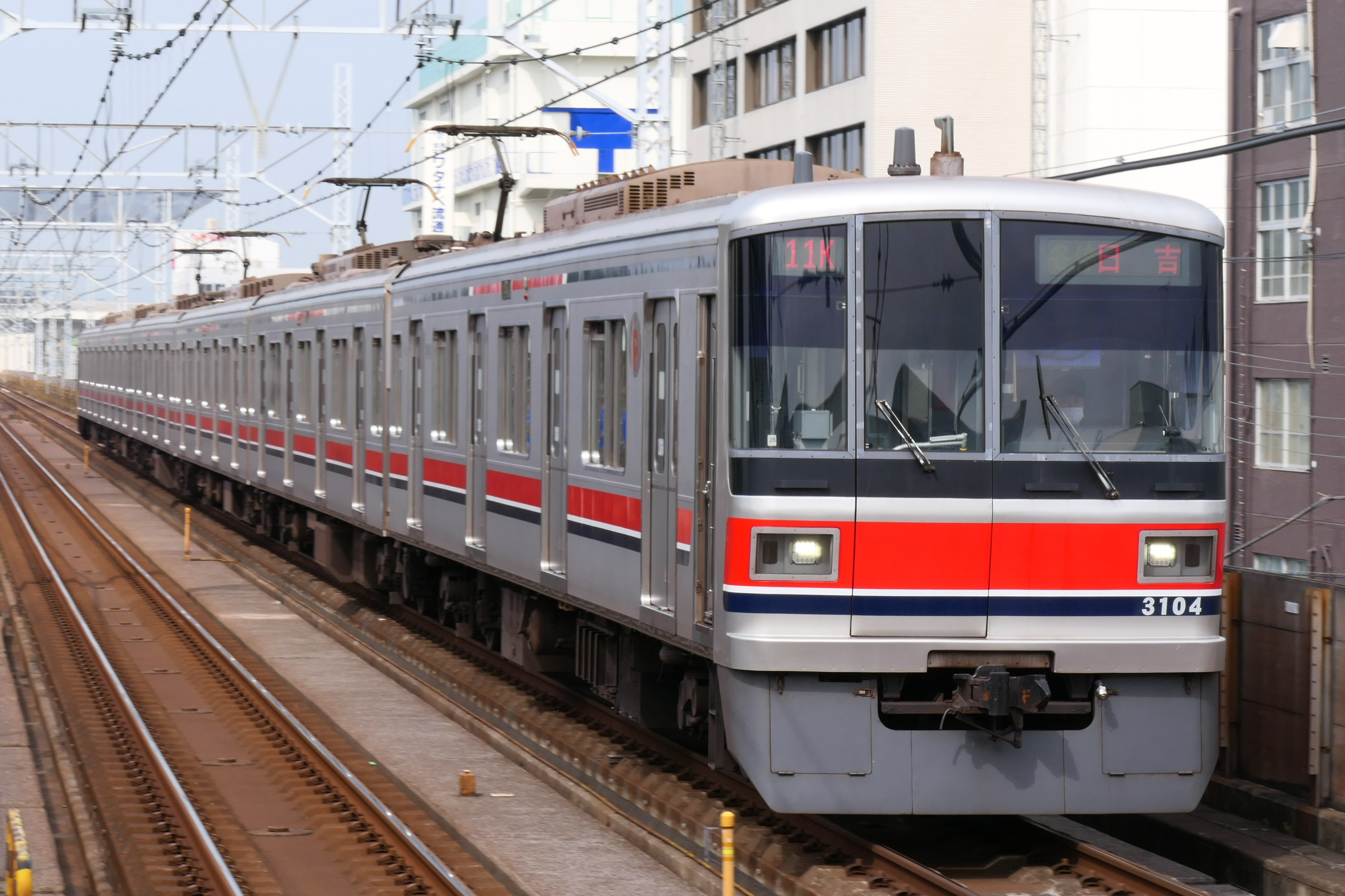
3000系

- 3020系
- 5080系
- 3000系

### 共用路段行走車輛
東京地下鐵

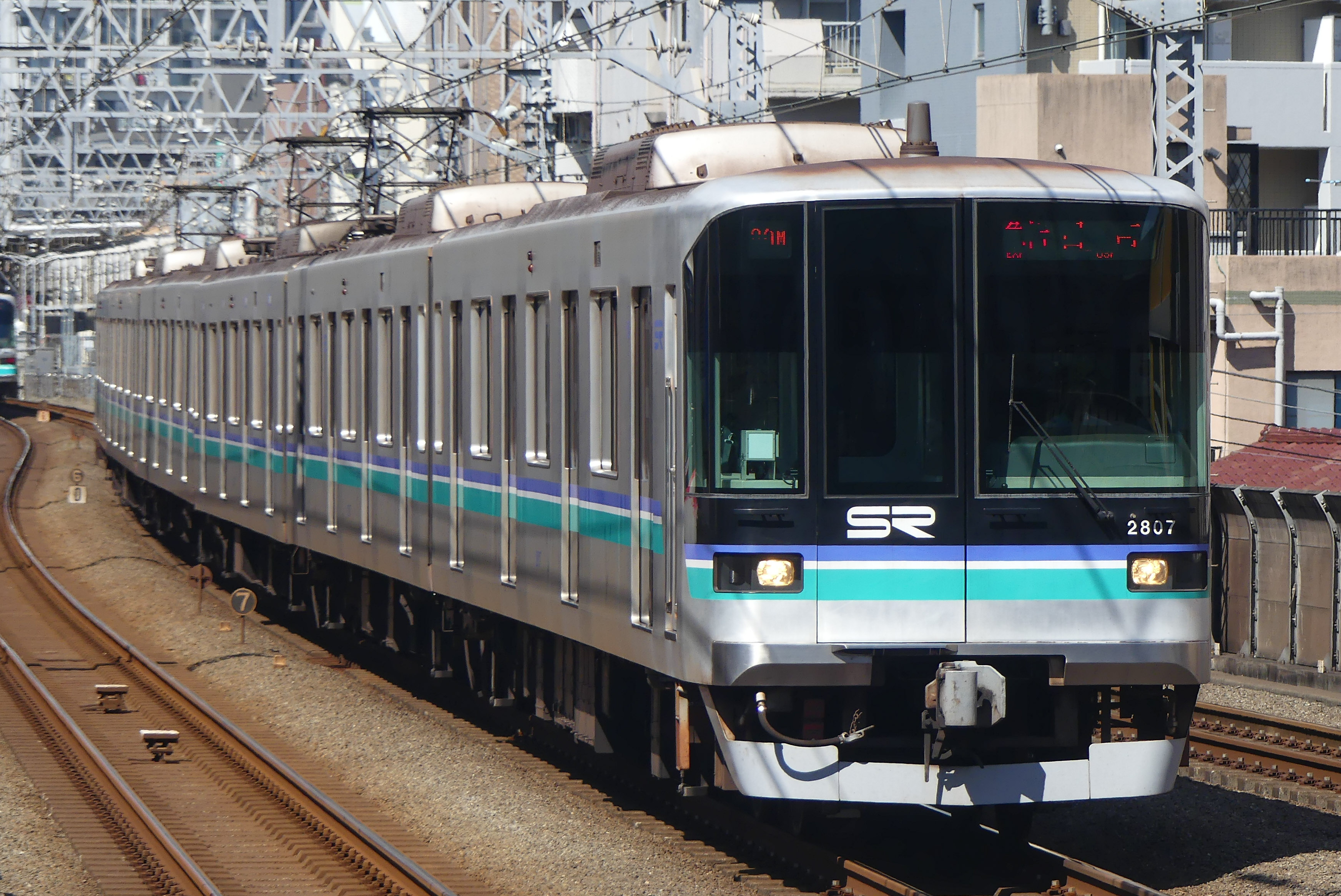
9000系

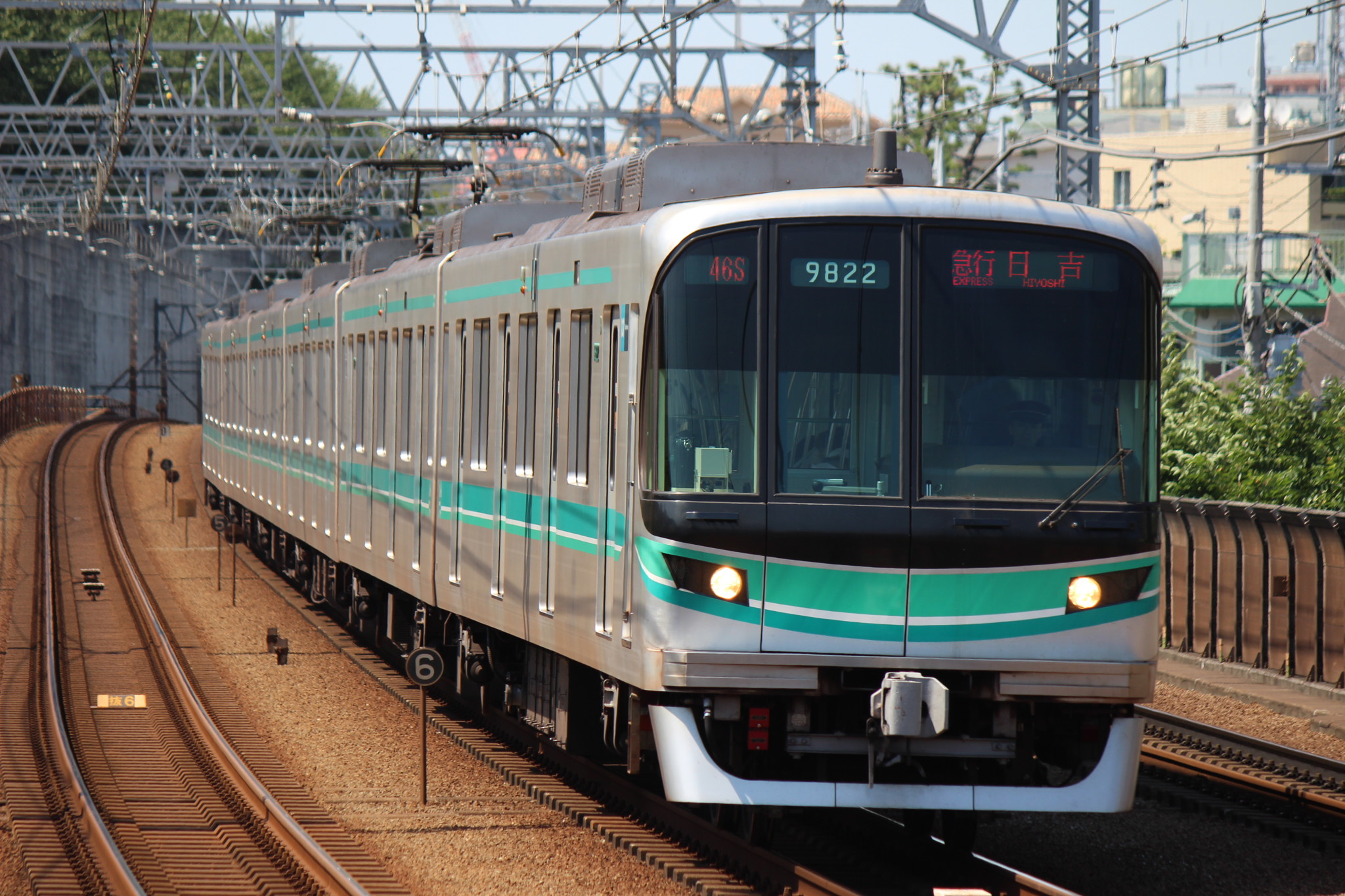
9000系（5次車）
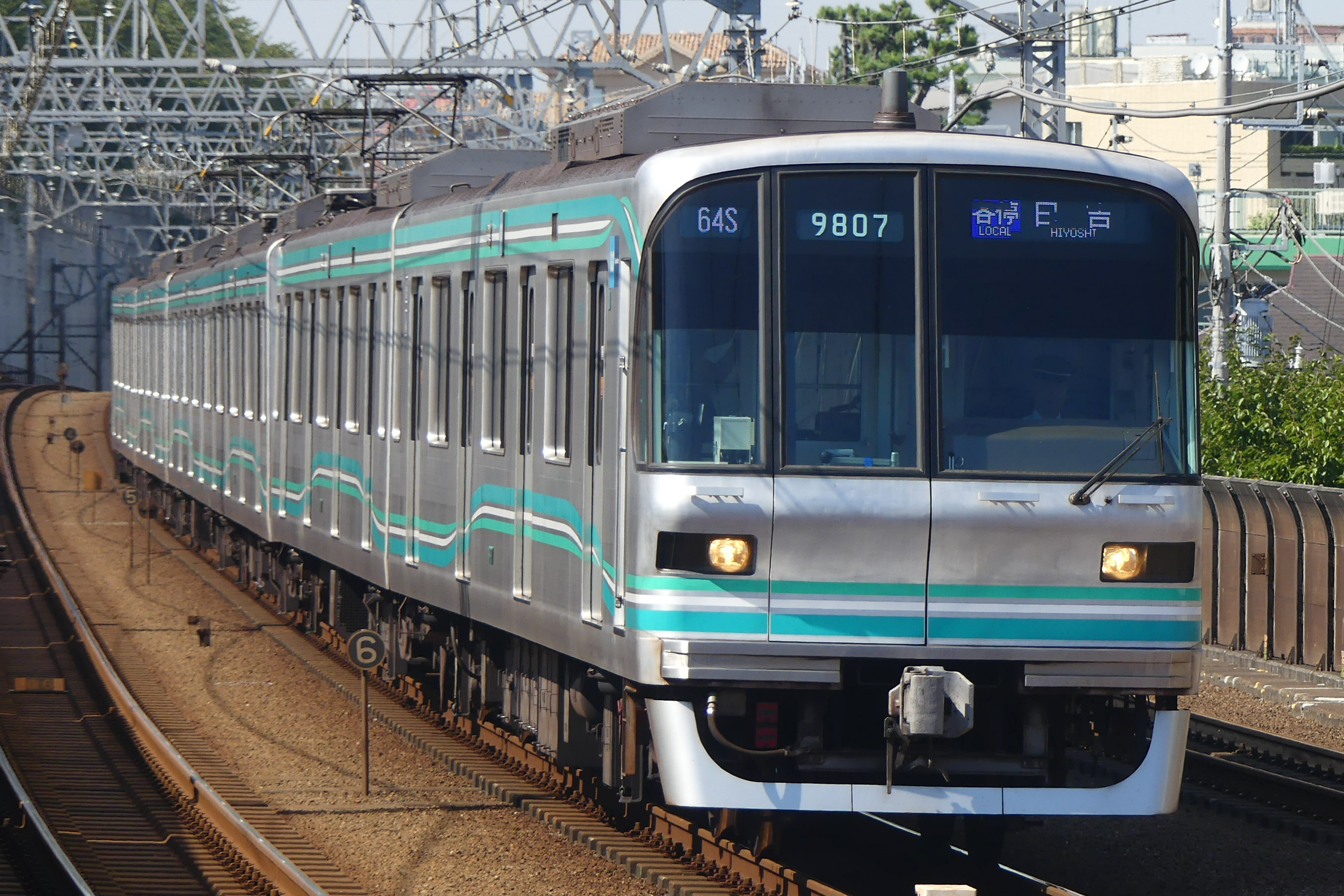
9000系（B修工程施工車）
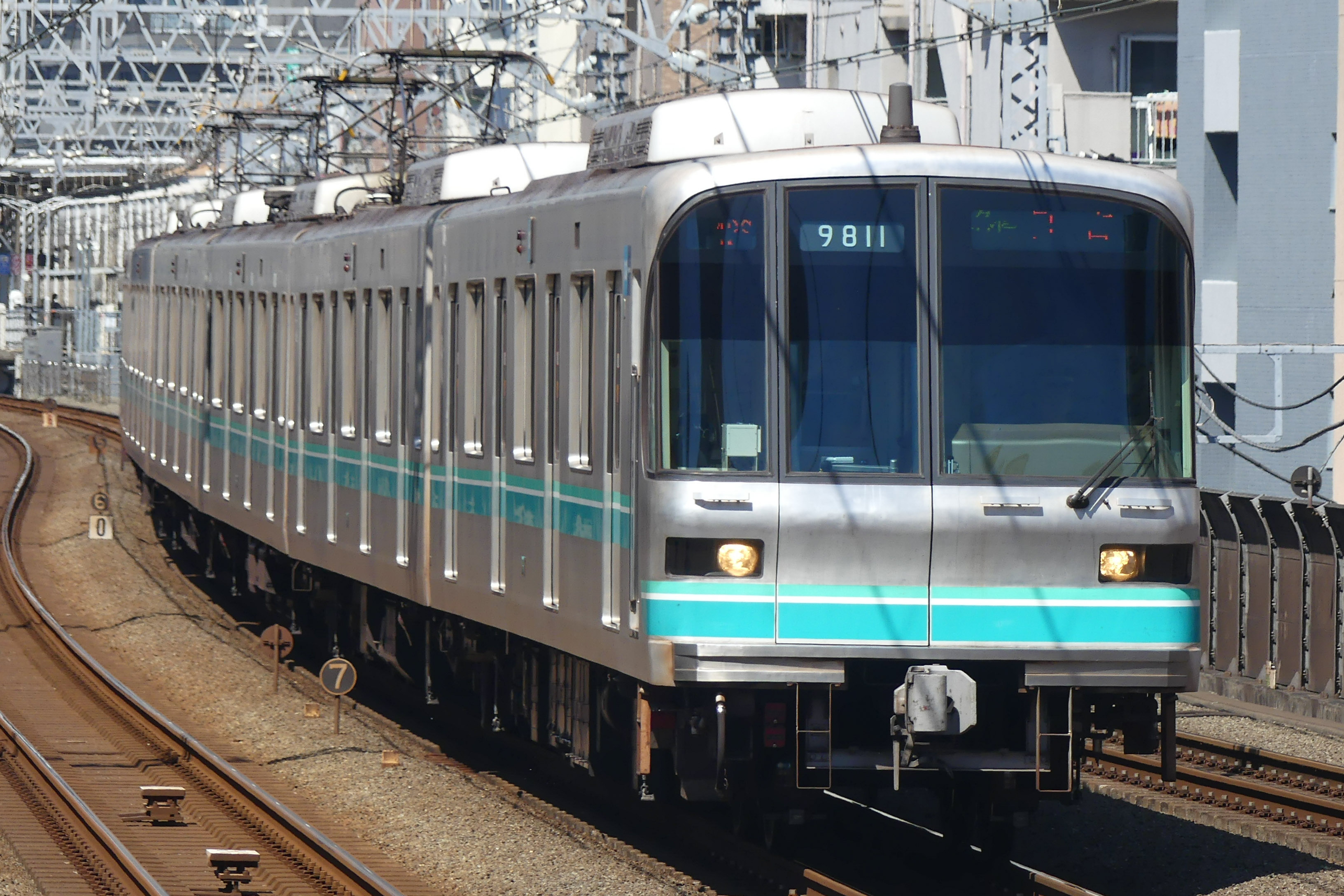
9000系（1-4次車）

埼玉高速鐵道
- 2000系

- 2000系

### 列車編號與車輛運用
各公司派出的列車可根據列車車次編號末尾字母判斷，「T」為東京都交通局車輛（31T以後的奇數編號），「K」為東急車輛（01K－29K）（「S」為東京地下鐵車輛30S－78S的偶數編號，「M」為埼玉高速鐵道車輛（80M－98M的偶數編號）。列車車次在『MY LINE 東京時刻表』（交通新聞社）記載。
三田線內南行列車（目黑、日吉方向）的列車車次為偶數編號，例如「31T」用於北行列車（西高島平方向）為「xx31T」，南行列車則為「xx30T」。
東急線內列車車次以6位數字顯示，前3位顯示使用車次編號。400番台為東京都交通局車輛，200番台為東急車輛（300番台為東京地下鐵車輛，500番台為埼玉高速鐵道車輛），例如「31T」使用在東急線內為「431」。
東急車輛分為的用於三田線的組別與用於南北線、埼玉高速線的組別，奇數編號用於（東急線內基準）三田線，偶数編號（同上）用於南北線、埼玉高速線。為方便各社局間調整行走距離，東急車輛也有不直通東急目黑線的列車（在白金高輪折返）。

## 車站列表
- 所有車站皆位於東京都內

| 車站編號 | 中文站名     | 日文站名 | 英文站名 | 站間距離 | 累計距離 | 接續路線 | 地面/地底 | 所在地   |
| -------- | ------------ | -------- | -------- | -------- | -------- | --- | --------- | -------- |
| I-01     | 目黑         |          |          | -        | 0.0      | 東急電鐵： 目黑線（MG01）（直通運行至日吉） 東京地鐵： 南北線（N-01、共用） 東日本旅客鐵道： 山手線（JY22） | 地底路段  | 品川區   |
| I-02     | 白金台       |          |          | 1.3      | 1.3      | 東京地鐵： 南北線（N-02、共用） | 地底路段  | 港區     |
| I-03     | 白金高輪     |          |          | 1.0      | 2.3      | 東京地鐵： 南北線（N-03、共用） | 地底路段  | 港區     |
| I-04     | 三田         |          |          | 1.7      | 4.0      | 都營地鐵： 淺草線（A-08） 東日本旅客鐵道： 山手線（田町：JY27）、 京濱東北線（田町：JK22） | 地底路段  | 港區     |
| I-05     | 芝公園       |          |          | 0.6      | 4.6      | | 地底路段  | 港區     |
| I-06     | 御成門       |          |          | 0.7      | 5.3      | | 地底路段  | 港區     |
| I-07     | 內幸町       |          |          | 1.1      | 6.4      | | 地底路段  | 千代田區 |
| I-08     | 日比谷       |          |          | 0.9      | 7.3      | 東京地鐵： 日比谷線（H-08）、 千代田線（C-09）、 有樂町線（有樂町：Y-18） 東日本旅客鐵道： 山手線（有樂町：JY30）、 京濱東北線（有樂町：JK25）、 京葉線（東京：JE01） 設有地下通道通往銀座站、東銀座站 | 地底路段  | 千代田區 |
| I-09     | 大手町       |          |          | 0.9      | 8.2      | 東京地鐵： 丸之內線（M-18）、 東西線（T-09）、 千代田線（C-11）、 半藏門線（Z-08） 東海旅客鐵道： 東海道新幹線（東京） 東日本旅客鐵道： 東北新幹線、山形新幹線、秋田新幹線、北海道新幹線、上越新幹線、北陸新幹線（東京）、 中央線（東京：JC01）、 山手線（東京：JY01）、 京濱東北線（東京：JK26）、 東海道線（東京：JT01）、 橫須賀線、總武線（快速）（東京：JO19）、 京葉線（東京：JE01） | 地底路段  | 千代田區 |
| I-10     | 神保町       |          |          | 1.4      | 9.6      | 都營地鐵： 新宿線（S-06） 東京地鐵： 半藏門線（Z-07） | 地底路段  | 千代田區 |
| I-11     | 水道橋       |          |          | 1.0      | 10.6     | 東日本旅客鐵道： 中央線（各站停車）（JB17） | 地底路段  | 文京區   |
| I-12     | 春日         |          |          | 0.7      | 11.3     | 都營地鐵： 大江戶線（E-07） 東京地鐵： 丸之內線（後樂園：M-22）、 南北線（後樂園：N-11） | 地底路段  | 文京區   |
| I-13     | 白山         |          |          | 1.4      | 12.7     | | 地底路段  | 文京區   |
| I-14     | 千石         |          |          | 1.0      | 13.7     | | 地底路段  | 文京區   |
| I-15     | 巢鴨         |          |          | 0.9      | 14.6     | 東日本旅客鐵道： 山手線（JY11） | 地底路段  | 豐島區   |
| I-16     | 西巢鴨       |          |          | 1.4      | 16.0     | 東京都電車： 荒川線（東京櫻花有軌電車）（新庚申塚：SA 20） | 地底路段  | 豐島區   |
| I-17     | 新板橋       |          |          | 1.0      | 17.0     | 東日本旅客鐵道： 埼京線（板橋：JA13） | 地底路段  | 板橋區   |
| I-18     | 板橋區役所前 |          |          | 0.9      | 17.9     | | 地底路段  | 板橋區   |
| I-19     | 板橋本町     |          |          | 1.2      | 19.1     | | 地底路段  | 板橋區   |
| I-20     | 本蓮沼       |          |          | 0.9      | 20.0     | | 地底路段  | 板橋區   |
| I-21     | 志村坂上     |          |          | 1.1      | 21.1     | | 地底路段  | 板橋區   |
| I-22     | 志村三丁目   |          |          | 0.9      | 22.0     | | 地面路段  | 板橋區   |
| I-23     | 蓮根         |          |          | 1.2      | 23.2     | | 地面路段  | 板橋區   |
| I-24     | 西台         |          |          | 0.8      | 24.0     | | 地面路段  | 板橋區   |
| I-25     | 高島平       |          |          | 1.0      | 25.0     | | 地面路段  | 板橋區   |
| I-26     | 新高島平     |          |          | 0.7      | 25.7     | | 地面路段  | 板橋區   |
| I-27     | 西高島平     |          |          | 0.8      | 26.5     | | 地面路段  | 板橋區   |

- 西巢鴨站－新板橋站段通過北區，但同區內不設三田線車站。

1. ↑  目黑站為與其他公司接續的共同使用站，是東急電鐵的管轄站。
2. 1 2  白金台、白金高輪站為與其他公司接續的共同使用站，是東京地鐵的管轄站。
3. 1 2  與東京站不設連絡業務。
4. ↑  與銀座站、東銀座站不設連絡業務。
5. ↑  與東京站不設連絡業務。
6. ↑  不設自動廣播。轉乘需出閘步行約5分鐘。

## 資料來源
1. ↑  「東京都交通局告示 東京都地下高速電車の路線の名称及び区間 （页面存档备份，存于）」では「三田線」と定められている。
2. ↑  mIta。M已被丸之內線（Marunouchi）使用。
3. ↑  『鉄道ジャーナル』通巻414号、p.145
4. 1 2  『鉄道ジャーナル』通巻414号、p.146
5. ↑  . 毎日新聞（東京朝刊／社会） (東京都: 毎日新聞社). 1994-10-14: 27.
6. ↑  . 交通新聞 (交通新聞社). 1999-11-11: 3.
7. 1 2  . 交通新聞 (交通新聞社). 2000-09-27: 1.
8. ↑  南北線の発車メロディをリニューアル！PDF - 東京地下鉄 ニュースリリース 2015年3月2日
9. ↑   (PDF) (新闻稿). 東京都交通局. 2022-01-27  [2022-01-27]. （原始内容 (PDF)存档于2022-01-27） （日语）.
10. 1 2  . 東京新聞. 2022-05-11  [2022-05-18]. （原始内容存档于2022-05-18）.
11. ↑  都営地下鉄、三田線御成門発着の列車増発　10月21日 （页面存档备份，存于） - レスポンス、2016年9月21日
12. ↑   (PDF). 東京都交通局: 57.   [2019-05-25]. （原始内容存档 (PDF)于2019-05-24）.
13. ↑   (PDF). 東京都交通局: 38.   [2019-05-25]. （原始内容存档 (PDF)于2020-05-14）.
14. ↑   (PDF).   [2020-09-29]. （原始内容 (PDF)存档于2021-10-05）.

## 外部連結
- 都營交通資訊（页面存档备份，存于）（官方網站）（中文）